# Wołczicha (Kraj Ałtajski)
Wołczicha (ros. Волчиха) – wieś (sieło) w Rosji, w Kraju Ałtajskim, ośrodek administracyjny rejonu wołczichińskiego. W 2021 liczyła 8470 mieszkańców.